# Studium generale
Studium generale («дом общего обучения») — разновидность средневековых учебных заведений. Статус studium generale могли иметь как университеты, так и школы монашеских орденов, прежде всего францисканцев и доминиканцев.
Одновременно с появлением первых университетов началось формирование францисканской и доминиканской систем обучения. Вопрос о взаимосвязи между ними является спорным. До 1970-х годов преобладала тенденция считать францисканскую модель копией доминиканской, и обе их рассматривать как разновидности «мендикантного образования». Публикация большого количества францисканских регламентов выявили независимость формирования их учебных заведений. К 1250 году францисканские «учебные дома» существовали в Болонье (с 1220/1223), Париже (ок. 1224), Тулузе (ок. 1225/1227), Оксфорде (между 1224 и 1229), Магдебурге (с 1228), Кёльне (между ок. 1230 и 1248), Кембридже (после 1240) и Неаполе (в 1240-х годах). Возможно, этот список включал и другие города, но для них свидетельства менее надёжны.

## Studium generaleи университеты
На раннем этапе возникновения средневековых университетах их чаще называли Studium generale, нежели Universitas. Точного определения понятия источники не приводят, но его основной смысл подразумевал в большей степени место, где принимают учащихся из различных провинций. Широкое распространение термин получил в начале XIII века, приобретя дополнительные характеристические особенности: Studium generale могло называться высшее учебное заведение, то есть такое, в котором преподавали богословие, юриспруденцию или медицину, а также наличие достаточного числа магистров соответствующих наук. Тем не менее, межрегиональный характер учебного заведения был определяющим для Studium generale. Частым, но не непременным условием было наличие права licentia ubique docendi. С другой стороны, не существовало правового регулирования в данном вопросе, и обозначение той или иной школы данным способом было скорее, делом обычая. Помимо Парижского и Болонского университетов, в XIII веке статус Studium generale имело большое число школ в Европе, но со второй половины столетия первоначальная свобода их основания была существенно ограничена.

## Studium generaleнищенствующих орденов

### У францисканцев

#### Ранние «учебные дома»
Отношение основателя ордена, Франциска Ассизского к образованию было достаточно противоречивым. С одной стороны, будучи приверженцем бедности и простой молитвенной жизни, он осуждал тех монахов, которые в комфорте предавались учёным занятиям. С другой, он признавал необходимость богословского образования для подготовки проповедников и миссионеров, тем более, что со стороны церковных иерархов существовала потребность в таком использовании популярных в народе монахов. В сентябре 1220 года, однако, Франциск удалился от дел, и руководство орденом перешло к его высокообразованным сподвижникам. Тогда же начала складываться практика размещения орденских школ там, где было больше компетентных преподавателей, а также учреждения братств в городах с престижными учебными заведениями. Первым известным преподавателем в Болонье был известный проповедник Антоний Падуанский, приглашённый лично святым Франциском. Первые несколько лет Антоний преподавал братьям и местному секулярному духовенству за городскими воротами в S. Maria della Pugliola, а в 1236 году школа переместилась в новое здание S. Francesco di Piazza Malphigi. Там среди преподавателей были Хаймо Фавершемский, Фома Павийский и Иоанн Буралли из Пармы. Буллой 1249 года студенты болонской studia получили права, сопоставимые с теми, которые были у учащихся Парижского университета, что давало им право преподавать богословие везде, кроме богословских факультетов университетов. Вероятно, уже в первой половине XIII века Болонская школа могли принимать учеников из всех итальянских провинций ордена и, возможно, из некоторых французских.
Париж стал вторым местом, где францисканцы устроили свою школу, но, благодаря соседству с прославленным университетом, она вскоре стала главной в ордене. Самые ранние свидетельства здесь датируются примерно 1217 годом, когда в столицу Франции прибыли на учёбу монахи из Везле. Первоначально, их небольшая община под руководством Агнеллуса Пизанского не имела собственного учебного центра, и монахи либо слушали публичные курсы университетских магистров или прибегали к помощи доминиканцев. Увеличение числа обученных богословов и дальнейший рост численности студентов сделал более насущной потребность в организации отдельной школы. Инициатива принадлежала, возможно, провинциальному служителю Григорию Неаполитанскому (Gregorio di Napoli), известному своими проповедями перед студентами и преподавателями университета. Между 1224 и 1229 годами братья начали строительство монастыря в Вовере, на месте в настоящее время занимаемом Люксембургским садом, однако постройка разрушилась в день своего освящения. В 1230 году францисканцы получили новый участок, и при финансовой поддержке короля Людовика Святого в 1260-е годы завершили постройку монастырь кордельеров. Одним из ведущих преподавателей внутренней школы францисканцев на начальном этапе был Иоанн из Ла-Рошели. С 1236 года Александр Гэльский присоединился к ордену и основал кафедру францисканцев в Парижском университете, а в 1238 году его сорегентом (magister in actu) стал Иоанн. После смерти их обоих в 1245 году, их сменили Эд Риго и Уильям Мелитонский. Хотя термин studium generale появляется только в Нарбоннских конституциях 1260 года, более ранние документы дают основания считать, что уже к 1239 году парижская школа являлась учебным центром для всего ордена, принимая по два студента от каждой провинции.
Третьим местом, в котором сформировался studium generale, был, по-видимому, Оксфорд, куда Агнеллус Пизанский вместе с восемью другими францисканскими монахами прибыл не позднее 1224 года. Сначала они пользовали гостеприимством доминиканцев, затем арендовали помещения у частных лиц. Собственное здание школы у них появилось около 1229 года. Тогда же к школе присоединился известный философ Роберт Гроссетест, оставаясь преподавателем до своего назначения епископом Линкольна шесть лет спустя. С момента основания францисканцы были тесно связана с богословским факультетом Оксфордского университета и, начиная с Адама Марша в 1240-х годах, неоднократно выдвигали его главу из своих рядов. Ещё одним ранним центром францисканского образования была Тулуза, но там, в отличие от Парижа и Оксфорда, studium не был так тесно связан с богословским факультетом местного университета. В Германии первое заведение подобного рода возникло в Магдебурге. При своём втором руководителе Бартоломее Английском магдебургская школа стала одной из лучших у францисканцев, но затем уступила первенство Регенсбургу и Эрфурту. Примерно с 1240 года усилились позиции школы в Кембридже, и при провинциальном министре Уильяме Ноттингемском (1240—1254) она получила статус studium generale. В отличие от школ Болоньи и Тулузы, Кембридж имел исключительно внутриорденское значение, и потому не мог присваивать учёные степени — возможно, так произошло из-за того, что первоначально Кембриджский университет не имел богословского факультета.